# Distance (MAN WITH A MISSIONの曲)
「distance」（ディスタンス）は、2012年4月4日に日本クラウンからリリースされたMAN WITH A MISSIONのメジャー1stシングル。ジャケットモデルはメンバーのDJサンタモニカが担当。

## 概要
メジャーデビュー後、初となるシングルで、初回限定盤（CD+DVD）と通常盤（CD）の2形態でのリリースとなっており、初回限定盤には公式MySpaceでの映像企画「MAN WITH A MISSIONにミッションを与えよ！」が収録されたDVDが付属している。
表題曲「distance」のタイトルは、"don't feel the distance"=「距離や隔たりを感じる必要はない」という意味で、何か目的を成し遂げるために物理的な距離、思想的な隔たりは無関係なのだという思いが込められている。制作にあたっては前年の東日本大震災の影響もあったというが、実際に発信しているメッセージは焦点を絞ったものではなく、普遍的なものになっているという。
カップリングの「フォーカスライト」は詞の世界観が先にあったため全編日本語の歌詞、「ワビ・サビ・ワサビ」は日本文化に馴染みのない外国人にも"侘び寂び"の精神を理解してもらうために英語の歌詞になった。「FLY AGAIN」はDEXPISTOLSのDJ MAARによるリミックスヴァージョンで収録。
2020年にWOWOWで放送された『WOWGOW MV PROJECT』の第2弾で映像作家の上田大樹と振付師ユニットの振付稼業air:manにより「ワビ・サビ・ワサビ」のMVが制作され、第3弾ではとんねるずの木梨憲武により「フォーカスライト」のMVが制作され、それぞれ番組内で公開された。

## 収録曲
| #         | タイトル               | 作詞                          | 作曲            | 時間  |
| --------- | ---------------------- | ----------------------------- | --------------- | ----- |
| 1.        | 「distance」           | Kamikaze Boy, Jean-Ken Johnny | Kamikaze Boy    | 4:18  |
| 2.        | 「フォーカスライト」   | Jean-Ken Johnny               | Jean-Ken Johnny | 4:43  |
| 3.        | 「ワビ・サビ・ワサビ」 | Kamikaze Boy, Jean-Ken Johnny | Kamikaze Boy    | 3:55  |
| 4.        | 「FLY AGAIN (remix)」  | Kamikaze Boy, Jean-Ken Johnn  | Kamikaze Boy    | 3:46  |
| 合計時間: | 合計時間:              | 合計時間:                     | 合計時間:       | 16:43 |

| #  | タイトル                                    | 作詞 | 作曲・編曲 |
| -- | ------------------------------------------- | ---- | ---------- |
| 1. | 「MAN WITH A MISSIONにミッションを与えよ!」 |      |            |

## タイアップ
distance
- テレビ朝日系列『musicる TV』オープニングテーマ

## 収録アルバム
- 『MASH UP THE WORLD』[11]
  - distance
  - フォーカスライト